# Årets julklapp! från Mauro Scocco
Årets julklapp! är ett julalbum av Mauro Scocco utgivet den 5 november 2012. Albumet släpptes som nedladdning och endast Coop Forum sålde det fysiska exemplaret. Albumet innehåller nyskrivna låtar av Mauro Scocco själv samt några coverlåtar där låten Julkort från New York finns med på hans tidigare album Musik för nyskilda från 2011. På albumet medverkar flera gästartister, bland andra Sarah Dawn Finer och Plura Jonsson. Tomas Andersson Wij sjunger duett på egna låten "Första snön är alltid vitast" från 2005. Som intro till den låten läser Plura Jonsson upp ett stycke ur sin egen låt "Den långa färden" från samlingsalbumet med samma namn som gavs ut 1991.
Årets julklapp! sålde platina och blev det tredje mest sålda 2012 och år 2013 återutgavs albumet med titeltillägget "Andra Utgåvan" som även innehöll "Vita Vägen Hem" som bonusspår.

## Låtlista
1. Tomten (text Viktor Rydberg, uppläst av Hilda Borgström samt avslutas med kortare musikslinga komponerad av Mauro Scocco)
2. Änglar i snön (text och musik Mauro Scocco)
3. Årets julklapp (text och musik Mauro Scocco)
4. Grand Hotel (text och musik Mauro Scocco), duett med Sarah Dawn Finer
5. Viskar en bön (text Mauro Scocco, musik Peter Hallström och Mauro Scocco)
6. Då är hela världen vit (text och musik Mauro Scocco)
7. Första snön är alltid vitast (text och musik Tomas Andersson Wij), intro av och med Plura Jonsson och duett med Tomas Andersson Wij
8. Julkort från New York (text och musik Mauro Scocco)
9. Stilla natt (Stille Nacht, heilige Nacht) (musik Franz Gruber) instrumental.
10. Snart kommer änglarna att landa (text och musik Ulf Lundell)
11. Snökristaller (text Karl-Alfred Melin och musik Mauro Scocco)
12. Bella Notte (musik Sonny Burke, text Karl Lennart, Gardar Sahlberg)
13. Vita Vägen Hem  (Mauro Scocco) (Bonusspår på andra utgåvan)

## Medverkande
1. Mauro Scocco (gitarr, munspel)
2. David Nyström (piano, bas, programmering, producent)
3. Ola Gustafsson (gitarr, pedal steel, mandolin)
4. Josef Zackrisson (programmering)
5. Niklas Gabrielsson (trummor, slagverk, tin whistle)

## Listplaceringar
| Lista (2013) | Topplacering |
| ------------ | ------------ |
| Sverige      | 37           |

### Fotnoter
1. ↑  Andreas Hallén (8 oktober 2012). ”God jul med Mauro Scocco”. Gaffa. Arkiverad från originalet den 29 december 2016. https://web.archive.org/web/20161229031338/http://gaffa.se/nyhet/65272/god-jul-med-mauro-scocco. Läst 28 december 2016.
2. ↑  ”Mauro Scocco Årets Julklapp! Andra Utgåvan”. gaffa.se. Arkiverad från originalet den 13 augusti 2014. https://web.archive.org/web/20140813235037/http://gaffa.se/recension/78294. Läst 13 augusti 2014.
3. ↑  Listplacering, läst 29 december 2013